# Telephanus sharpi
Telephanus sharpi is een keversoort uit de familie spitshalskevers (Silvanidae). De wetenschappelijke naam van de soort werd in 1909 gepubliceerd door Gilbert John Arrow.